# Michael Joseph Murphy
Michael Joseph Murphy (* 1. Juli 1915 in Cleveland, Ohio, USA; † 3. April 2007 in Erie) war Bischof von Erie, Pennsylvania.

## Leben
Michael Joseph Murphy empfing am 28. Februar 1942 die Priesterweihe in Cleveland.
Am 20. April 1976 wurde er von Paul VI. zum Weihbischof im Bistum Cleveland bestellt sowie zum Titularbischof von Arindela ernannt. Der Bischof von Cleveland, James Aloysius Hickey, spendete ihm am 11. Juni desselben Jahres die Bischofsweihe. Mitkonsekratoren waren der Erzbischof von Cincinnati, Joseph Louis Bernardin, und der Altbischof von Cleveland, Clarence George Issenmann.
Am 20. November 1978 folgte die Ernennung zum Koadjutorbischof des Bistums Erie. Mit dem Rücktritt Alfred Michael Watsons am 16. Juli 1982 folgte er diesem als Bischof von Erie nach. Am 2. Juni 1990 wurde seinem Rücktrittsgesuch durch Johannes Paul II. stattgegeben.